# Lycomorpha grotei
Lycomorpha grotei är en fjärilsart som beskrevs av Alpheus Spring Packard 1864. Lycomorpha grotei ingår i släktet Lycomorpha och familjen björnspinnare. Inga underarter finns listade i Catalogue of Life.